# Lindera aggregata
Lindera aggregata är en lagerväxtart som först beskrevs av John Sims, och fick sitt nu gällande namn av André Joseph Guillaume Henri Kostermans. Lindera aggregata ingår i släktet Lindera och familjen lagerväxter. Utöver nominatformen finns också underarten L. a. playfairii.